# Elecciones a la alcaldía de Panamá de 2024
Las elecciones a la alcaldía del distrito de Panamá de 2024 se llevaron a cabo el 5 de mayo de 2024, como parte de las elecciones generales de Panamá de 2024.

## Sistema electoral
En el sistema electoral panameño, cualquier persona candidata a ser elegida como alcalde o concejal de un distrito, debe cumplir los requisitos explicados en el artículo 291 del Código Electoral:
1. Ser ciudadano panameño por nacimiento o haber adquirido en forma definitiva la nacionalidad panameña diez años antes de la fecha de la elección.
2. Haber cumplido dieciocho años de edad.
3. No haber sido condenado por delito doloso con pena privativa de libertad de cinco años o más, mediante sentencia ejecutoriada proferida por un tribunal de justicia.
4. Ser residente de la circunscripción electoral correspondiente, por lo menos, un año antes de la fecha de la elección.
5. No estar comprendido dentro de las prohibiciones que establece el artículo 30.

Tras cumplir los requisitos, la persona candidata debe recoger firmas y validarlas ante el Tribunal Electoral para oficializar la candidatura.

## Candidatos
Hay un total de siete candidatos que se postularon para estos comicios:
- Guillermo «Willie» Bermúdez: (Partidos Panameñista y Cambio Democrático)
- Iván Blasser (Libre postulación)
- Edison Broce (Libre postulación y Movimiento Otro Camino)
- José Luis Fábrega (Partido Revolucionario Democrático)
- Sergio «Chello» Gálvez (Partidos Realizando Metas y Alianza)
- Mayer Mizrachi (Partido Popular)
- Raúl Rodríguez (Partido Alternativa Independiente Social)

## Debates
| Organizador y fecha                          | Lugar                                                 | Moderador/es                                            | P Presente A Ausente NI No invitado | P Presente A Ausente NI No invitado | P Presente A Ausente NI No invitado | P Presente A Ausente NI No invitado | P Presente A Ausente NI No invitado | P Presente A Ausente NI No invitado | P Presente A Ausente NI No invitado |
| Organizador y fecha                          | Lugar                                                 | Moderador/es                                            | Broce                               | Bermúdez                            | Fábrega                             | Mizrachi                            | Gálvez                              | Rodríguez                           | Blasser                             |
| -------------------------------------------- | ----------------------------------------------------- | ------------------------------------------------------- | ----------------------------------- | ----------------------------------- | ----------------------------------- | ----------------------------------- | ----------------------------------- | ----------------------------------- | ----------------------------------- |
| Organizador y fecha                          | Lugar                                                 | Moderador/es                                            |                                     |                                     |                                     |                                     |                                     |                                     |                                     |
| ULAT y RPC 16 de abril de 2024 Vídeo         | Universidad Latina de Panamá, Ciudad de Panamá        |                                                         | P                                   | A                                   | A                                   | A                                   | A                                   | P                                   | P                                   |
| CCIAP y Aspade 23 de abril de 2024 Vídeo     | The Venue at Soho, Soho City Center, Ciudad de Panamá | • Guadalupe Castillero • Isaías Cedeño • Andrea Salcedo | P                                   | P                                   | A                                   | A                                   | A                                   | P                                   | P                                   |
| Tribunal Electoral 28 de abril de 2024 Vídeo | Sede del TE, Albrook, Ciudad de Panamá                | • Oscar A. Adames • Génesis Vega                        | P                                   | A                                   | A                                   | A                                   | A                                   | P                                   | P                                   |

## Resultados
| Candidato                   | Partido                                  | Votos   | %      |
| --------------------------- | ---------------------------------------- | ------- | ------ |
| Mayer Mizrachi              | Partido Popular                          | 164 041 | 32,63  |
| Edison Broce                | Libre postulación (MOCA)                 | 138 943 | 27,64  |
| Guillermo «Willie» Bermúdez | Panameñista y Cambio Democrático         | 94 145  | 18,72  |
| Sergio «Chello» Gálvez      | Realizando Metas y Alianza               | 57 390  | 11,41  |
| José Luis Fábrega           | Partido Revolucionario Democrático       | 37 179  | 7,39   |
| Iván Blasser                | Libre postulación                        | 8920    | 1,77   |
| Raúl Rodríguez              | Partido Alternativa Independiente Social | 2040    | 0,40   |
| Total                       | Total                                    | 502 658 | 97,58  |
| Votos en blanco             | Votos en blanco                          | 6379    | 1,23   |
| Votos nulos                 | Votos nulos                              | 6036    | 1,17   |
| Total                       | Total                                    | 515 073 | 100,00 |

• Actualizado al 8 de mayo de 2024, con el 99,12 % de votos escrutados

### Por corregimientos
| Corregimiento                                            | Mizrachi | Broce  | Bermúdez | Gálvez | Fábrega | Blasser | Rodríguez | Votos  | Electores |
| -------------------------------------------------------- | -------- | ------ | -------- | ------ | ------- | ------- | --------- | ------ | --------- |
| Corregimiento                                            |          |        |          |        |         |         |           | Votos  | Electores |
| San Felipe                                               | 746      | 340    | 511      | 382    | 582     | 28      | 3         | 2666   | 3797      |
| El Chorrillo                                             | 2946     | 851    | 1145     | 4752   | 1185    | 88      | 16        | 11 308 | 15 305    |
| Santa Ana                                                | 2781     | 1352   | 1498     | 1574   | 1062    | 138     | 23        | 8662   | 13 477    |
| Calidonia                                                | 3202     | 1502   | 1205     | 1100   | 1153    | 102     | 25        | 8462   | 13 136    |
| Curundú                                                  | 2225     | 656    | 2576     | 2030   | 1282    | 100     | 15        | 9221   | 12 986    |
| Betania                                                  | 8109     | 11 735 | 3933     | 1772   | 1431    | 514     | 128       | 28 060 | 42 422    |
| Bella Vista                                              | 4058     | 5988   | 2341     | 609    | 456     | 283     | 39        | 13 968 | 22 635    |
| Pueblo Nuevo                                             | 3812     | 5001   | 2038     | 770    | 995     | 189     | 45        | 13 052 | 18 375    |
| San Francisco                                            | 8350     | 9201   | 3487     | 1033   | 1365    | 307     | 78        | 24 092 | 35 352    |
| Parque Lefevre                                           | 6399     | 7248   | 3197     | 1318   | 1099    | 367     | 99        | 20 091 | 29 300    |
| Río Abajo                                                | 4213     | 3128   | 1991     | 1097   | 1188    | 287     | 51        | 12 216 | 19 017    |
| Juan Díaz                                                | 10 188   | 9632   | 5863     | 2337   | 2200    | 501     | 72        | 31 359 | 48 287    |
| Pedregal                                                 | 10 273   | 5683   | 5828     | 3350   | 2709    | 645     | 99        | 29 288 | 41 089    |
| Ancón                                                    | 4675     | 6344   | 2166     | 1558   | 1232    | 225     | 69        | 16 673 | 25 074    |
| Chilibre                                                 | 7332     | 4526   | 4614     | 3843   | 2519    | 384     | 264       | 24 213 | 31 593    |
| Las Cumbres                                              | 6208     | 5517   | 3934     | 2472   | 1368    | 386     | 71        | 20735  | 27336     |
| Pacora                                                   | 7487     | 4381   | 4389     | 2473   | 2155    | 412     | 76        | 21 981 | 30 458    |
| San Martín                                               | 1044     | 807    | 1066     | 331    | 469     | 63      | 4         | 3946   | 4648      |
| Tocumen                                                  | 14313    | 9753   | 6698     | 4811   | 1781    | 834     | 129       | 39 156 | 54 937    |
| Las Mañanitas                                            | 7600     | 5574   | 4601     | 3271   | 1679    | 464     | 68        | 23 819 | 31 980    |
| 24 de Diciembre                                          | 12 742   | 9532   | 6842     | 5415   | 1607    | 661     | 168       | 37 994 | 52 655    |
| Alcalde Díaz                                             | 9152     | 7219   | 3763     | 2898   | 1663    | 547     | 110       | 26 121 | 34 762    |
| Ernesto Córdoba Campos                                   | 9772     | 10 503 | 4438     | 3019   | 1386    | 581     | 120       | 30 746 | 40 907    |
| Don Bosco                                                | 7614     | 6814   | 11 227   | 1131   | 1122    | 320     | 56        | 28 578 | 36 668    |
| Las Garzas                                               | 3890     | 2758   | 2261     | 2768   | 2253    | 236     | 76        | 14 895 | 20 326    |
| Caimitillo                                               | 4910     | 2898   | 2533     | 1276   | 1238    | 258     | 136       | 13 771 | 17 884    |
| Fuente: Resultados.te.gob.pa - Alcalde - Distrito Panamá |          |        |          |        |         |         |           |        |           |

• Actualizado al 8 de mayo de 2024, con el 99,12 % de votos escrutados